# Oberried (Breisgau)
Oberried (Breisgau) este o localitate în districtul Breisgau-Hochschwarzwald, landul Baden-Württemberg, Germania.

## Arhiva federală

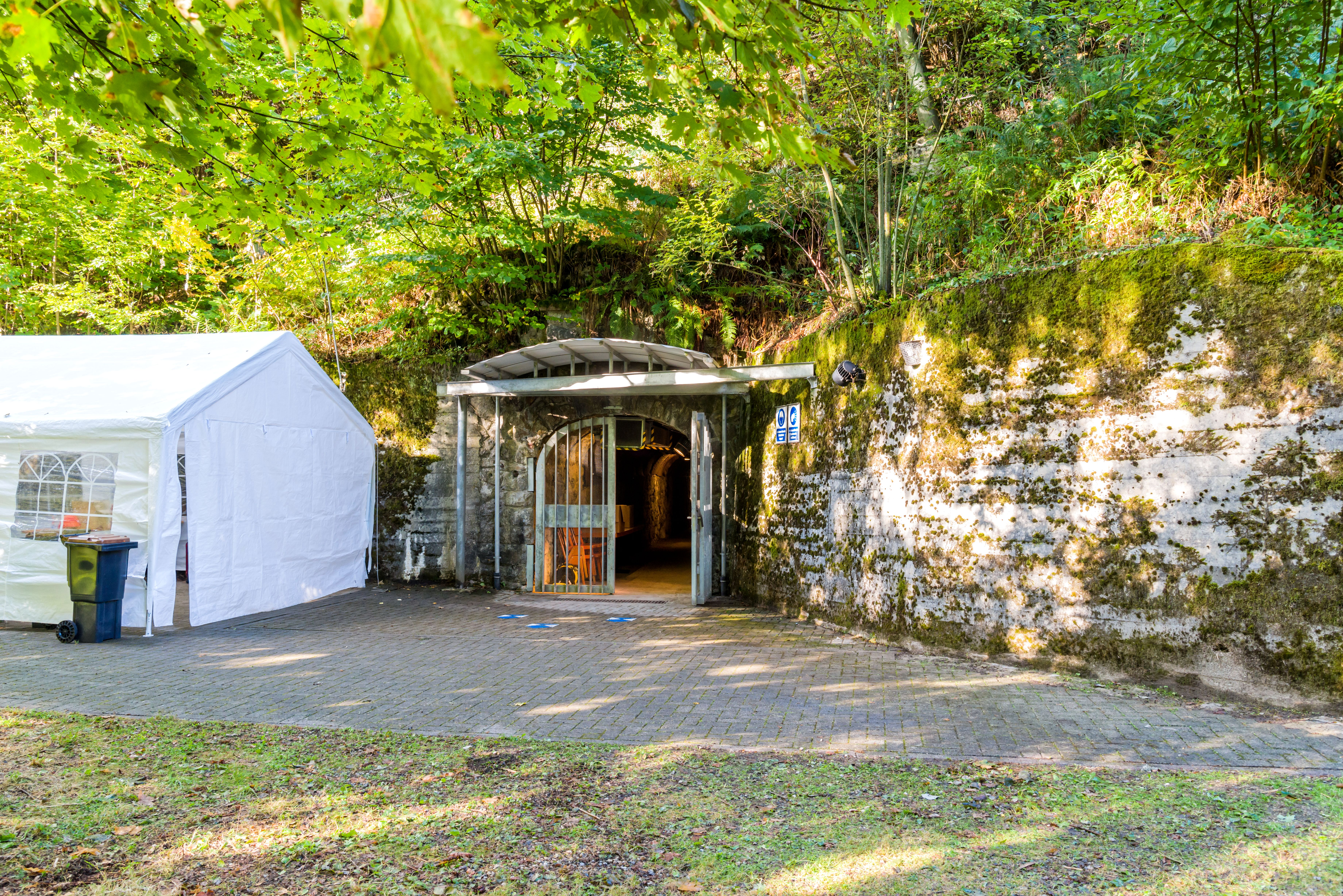
Intrarea în fosta mină de fier “Barbarastollen” din Oberried

In galeriile fostei mine de fier „Barbarastollen“ este depozitată toată memoria Germaniei, pe microfilme, în condiții de absolută siguranță.